# Bermuda i olympiska sommarspelen 1976
Bermuda deltog med 16 deltagare vid de olympiska sommarspelen 1976 i Montréal. Totalt vann de en bronsmedalj.

## Medaljer

### Brons
- Clarence Hill - Boxning,  tungvikt.

## Boxning
Herrar
| Boxare         | Gren          | Omgång 1             | Omgång 2                   | Kvartsfinal                  | Semifinal                | Final                | Final     |
| Boxare         | Gren          | Motståndare Resultat | Motståndare Resultat       | Motståndare Resultat         | Motståndare Resultat     | Motståndare Resultat | Placering |
| -------------- | ------------- | -------------------- | -------------------------- | ---------------------------- | ------------------------ | -------------------- | --------- |
| Robert Burgess | Lätt tungvikt | BYE                  | Seifu Mekonnen (ETH)* W WO | Kostică Dafinoiu (ROU) L 0-5 | Gick inte vidare         | Gick inte vidare     | 5         |
| Clarence Hill  | Tungvikt      | BYE                  | Parviz Badpa (IRN) W KO-3  | Raudy Gauwe (BEL) W 5-0      | Mircea Şimon (ROU) L 0-5 | Gick inte vidare     | 3         |

## Friidrott
Herrar
| Calvin Dill                                            | 200 m     | 22,38 | 4 Q  | 21,40            | 6                | Gick inte vidare | Gick inte vidare | Gick inte vidare | Gick inte vidare |                  |                  |
| Michael Sharpe                                         | 200 m     | 10,70 | 4    | Gick inte vidare | Gick inte vidare | Gick inte vidare | Gick inte vidare | Gick inte vidare | Gick inte vidare |                  |                  |
| Gregory Simons                                         | 200 m     | 10,76 | 5    | Gick inte vidare | Gick inte vidare | Gick inte vidare | Gick inte vidare | Gick inte vidare | Gick inte vidare |                  |                  |
| Raymond Swan                                           | Maraton   | i.u.  | i.u. | i.u.             | i.u.             | i.u.             | i.u.             | 2:39:18          | 58               |                  |                  |
| Renelda Swan                                           | 400 m     | 49,13 | 6    | Gick inte vidare | Gick inte vidare | Gick inte vidare | Gick inte vidare | Gick inte vidare | Gick inte vidare |                  |                  |
| Dennis Trott                                           | 100 m     | 10,67 | 5 q  | 10,64            | 5                | Gick inte vidare | Gick inte vidare | Gick inte vidare | Gick inte vidare | Gick inte vidare | Gick inte vidare |
| Michael Sharpe Dennis Trott Calvin Dill Gregory Simons | 4 x 100 m | 39.90 | 4 Q  | i.u.             | i.u.             | 39,78            | 5                | Gick inte vidare | Gick inte vidare |                  |                  |

| Idrottare    | Gren     | Kval    | Kval     | Final            | Final            |
| Idrottare    | Gren     | Distans | Position | Distanc          | Position         |
| ------------ | -------- | ------- | -------- | ---------------- | ---------------- |
| Clark Godwin | Höjdhopp | 2,05    | 32       | Gick inte vidare | Gick inte vidare |

Damer
| Idrottare    | Gren  | Heat     | Heat      | Kvartsfinal | Kvartsfinal | Semifinal        | Semifinal        | Final            | Final            |
| Idrottare    | Gren  | Resultat | Placering | Resultat    | Placering   | Resultat         | Placering        | Resultat         | Placering        |
| ------------ | ----- | -------- | --------- | ----------- | ----------- | ---------------- | ---------------- | ---------------- | ---------------- |
| Debbie Jones | 100 m | 11,84    | 5 Q       | DNS         | DNS         | Gick inte vidare | Gick inte vidare | Gick inte vidare | Gick inte vidare |

## Segling
| Seglare                                    | Gren      | Lopp | Lopp | Lopp | Lopp | Lopp | Lopp | Lopp | Nettopoäng | Slutlig placering |
| Seglare                                    | Gren      | 1    | 2    | 3    | 4    | 5    | 6    | 7    | Nettopoäng | Slutlig placering |
| ------------------------------------------ | --------- | ---- | ---- | ---- | ---- | ---- | ---- | ---- | ---------- | ----------------- |
| Howard Lee                                 | Finnjolle | 26   | RET  | 17   | DSQ  | 20   | 24   | 24   | 175,0      | 26                |
| Eugene Simmons Larry Lindo                 | 470       | 15   | 9    | 23   | 22   | 14   | 11   | 9    | 116,0      | 17                |
| Richard Belvin Gordon Flood Raymond Pitman | Soling    | 12   | 18   | RET  | 22   | 10   | 22   | 21   | 141,0      | 21                |